# Perg
Perg är en stadskommun i förbundslandet Oberösterreich i Österrike. Perg är huvudort i distriktet med samma namn.
Kommunen har 9 459 invånare (2024) och består av 14 orter (Ortschaften) (inom parentes invånarantal 1 januari 2024):

- Aisthofen (220)
- Auhof (129)
- Dörfl (54)
- Karlingberg (210)
- Kickenau (10)
- Lanzenberg (288)
- Lehenbrunn (159)
- Mitterberg (193)
- Perg (6 762)
- Pergkirchen (387)
- Thurnhof (319)
- Tobra (220)
- Weinzierl (214)
- Zeitling (294)